# Мертвий на 99,44%
Мертвий на 99,44% (англ. 99 and 44/100% Dead) — американський бойовик 1974 року.

## Сюжет
Боси мафії Френк Келлі і Великий Едді не можуть розподілити свої сфери впливу, і починають кровопролитну війну. Френк Келлі наймає професійного кілера Гаррі Кроуна, щоб той ліквідував Великого Едді. А той, в свою чергу, наймає для вбивства Келлі — Марвіна Цукермана на прізвисько «Кіготь», у якого замість руки металевий протез, до якого можна приєднувати кулемети та ножі.

## У ролях
| Актор            | Роль                     |
| ---------------- | ------------------------ |
| Річард Гарріс    | Гаррі Кроун              |
| Едмонд О'Браєн   | Френк Келлі              |
| Бредфорд Діллман | Великий Едді             |
| Енн Теркел       | Баффі                    |
| Констанс Форд    | Доллі                    |
| Зуї Холл         | Тоні                     |
| Кетрін Боманн    | Дитячі                   |
| Дженіс Хайден    | Клара                    |
| Макс Клевен      | Норт                     |
| Карл Лукас       | охоронець                |
| Тоні Брубейкер   | Берт                     |
| Джеррі Саммерс   | Шуз                      |
| Рой Дженсон      | Джейк                    |
| Чак Коннорс      | Марвін «Кіготь» Цукерман |
| Том Анфінсен     | Дакота                   |
| Бенні Е. Доббінс |                          |
| Чак Роберсон     | бойовик                  |
| Вільям Хансен    | Джо, бухгалтер Келлі     |